# Квалификације за Конкакафов шампионат 1973.
У квалификацијама за Конкакафов шампионат 1973. укупно је учествовало 14 тимова. Екипе су било подељене у 6 група по 2 или 3 екипе (четири групе са 2 екипе и две групе са 3 екипе). Тимови би играли један против другог по принципу код куће и у гостима. Победници група би потом напредовали на турнир.

## Групе и резултати

### Група 1
| Pos | Тим              | О | П | Н | И | ГД | ГП | ГР | Бод. |
| --- | ---------------- | - | - | - | - | -- | -- | -- | ---- |
| 1   | Мексико          | 4 | 4 | 0 | 0 | 8  | 3  | +5 | 8    |
| 2   | Канада           | 4 | 1 | 1 | 2 | 6  | 7  | −1 | 3    |
| 3   | Сједињене Државе | 4 | 0 | 1 | 3 | 6  | 10 | −4 | 1    |

| Канада                                             | 3 : 2 | Сједињене Државе                 |
| -------------------------------------------------- | ----- | -------------------------------- |
| Баз Парсона 5’ · Брус Туамли 41’ · Глен Џонсон 63’ |       | Вили Рој 65’ · Руди Гецингер 88’ |

| Канада | 0 : 1    | Мексико                 |
| ------ | -------- | ----------------------- |
|        | (Report) | Хуан Мануел Борбоља 61’ |

| Сједињене Државе               | 2 : 2 | Канада                         |
| ------------------------------ | ----- | ------------------------------ |
| Вили Рој 14’ · Џини Гејмер 25’ |       | Ајк Мекеј 9’ · Џими Даглас 81’ |

| Мексико                                                        | 3 : 1 | Сједињене Државе |
| -------------------------------------------------------------- | ----- | ---------------- |
| Сесарео Викторино 14’ · Фернандо Бустос 48’ · Енрике Борха 60’ |       | Вили Рој 78’     |

| Мексико                                    | 2 : 1 | Канада              |
| ------------------------------------------ | ----- | ------------------- |
| Сесарео Викторино 2’ · Фернандо Бустос 46’ |       | Брајан Робинсон 40’ |

| Сједињене Државе | 1 : 2 | Мексико                                            |
| ---------------- | ----- | -------------------------------------------------- |
| Џини Гејмер 8’   |       | Серђо Себалос Алдапе 11’ · Хуан мануел Борбоља 48’ |

Мексико се квалификовао за финални турнир.

### Група 2
| Pos | Тим       | О | П | Н | И | ГД | ГП | ГР | Бод. |
| --- | --------- | - | - | - | - | -- | -- | -- | ---- |
| 1   | Гватемала | 2 | 2 | 0 | 0 | 2  | 0  | +2 | 4    |
| 2   | Салвадор  | 2 | 0 | 0 | 2 | 0  | 2  | −2 | 0    |

| Гватемала                | 1 : 0 | Салвадор |
| ------------------------ | ----- | -------- |
| Нелсон Мелгар 89’ (пен.) |       |          |

| Салвадор | 0 : 1 | Гватемала         |
| -------- | ----- | ----------------- |
|          |       | Нелсон Мелгар 65’ |

Гватемала се квалификовала на финални турнир.

### Група 3
| Pos | Тим       | О | П | Н | И | ГД | ГП | ГР | Бод. |
| --- | --------- | - | - | - | - | -- | -- | -- | ---- |
| 1   | Хондурас  | 2 | 1 | 1 | 0 | 5  | 4  | +1 | 3    |
| 2   | Костарика | 2 | 0 | 1 | 1 | 4  | 5  | −1 | 1    |

| Хондурас                             | 2 : 1 | Костарика              |
| ------------------------------------ | ----- | ---------------------- |
| Хорхе Бран 32’ · Ригоберто Гомез 57’ |       | Асдрубал Паниагија 40’ |

| Костарика                                                       | 3 : 3 | Хондурас                                    |
| --------------------------------------------------------------- | ----- | ------------------------------------------- |
| Валтер Елизондо 8’ · Рој Саенз 50’ · Немесија Каркамо 60’ (pen) |       | Хорхе Ургија 70’ · Ригоберто Гомез 85’, 90’ |

Хондурас се квалификовао за завршни турнир.

### Група 4
| Pos | Тим              | О | П | Н | И | ГД | ГП | ГР | Бод. |
| --- | ---------------- | - | - | - | - | -- | -- | -- | ---- |
| 1   | Холандски Антили | 1 | 1 | 0 | 0 | 3  | 0  | +3 | 2    |
| 2   | Јамајка          | 1 | 0 | 0 | 1 | 0  | 3  | −3 | 0    |

Јамајка је одустала па су Холандски Антили аутоматски ишли даље.

### Група 5
| Pos | Тим       | О | П | Н | И | ГД | ГП | ГР  | Бод. |
| --- | --------- | - | - | - | - | -- | -- | --- | ---- |
| 1   | Хаити     | 2 | 2 | 0 | 0 | 12 | 0  | +12 | 4    |
| 2   | Порторико | 2 | 0 | 0 | 2 | 0  | 12 | −12 | 0    |

| Хаити                                                                                                  | 7 : 0 | Порторико |
| --- | ----- | --------- |
| Клод Бартелеми 11’ · Жан Клод Деси 14’ · Гај Франсо 21’ · Емануел Санон 30’, 33’, 67’ · Филип Ворб 73’ |       |           |

| Порторико | 0 : 5 | Хаити                                                            |
| --------- | ----- | ---------------------------------------------------------------- |
|           |       | Пјер Бајон 22’ · Жан Клод Деси 39’ · Емануел Санон 48’, 73’, 80’ |

Хаити се квалификовао за финални турнир.

### Група 6
| Pos | Тим               | О | П | Н | И | ГД | ГП | ГР  | Бод. |
| --- | ----------------- | - | - | - | - | -- | -- | --- | ---- |
| 1   | Тринидад и Тобаго | 4 | 3 | 1 | 0 | 16 | 4  | +12 | 7    |
| 2   | Суринам           | 4 | 2 | 1 | 1 | 11 | 4  | +7  | 5    |
| 3   | Антигва и Барбуда | 4 | 0 | 0 | 4 | 3  | 22 | −19 | 0    |

| Тринидад и Тобаго | 11 : 1 | Антигва и Барбуда |
| --- | ------ | ----------------- |
| Сами Левелин 19’, 38’, 44’ · Стив Дејвид 42’, 70’, 79’ · Лирој Спан 49’, 68’ · Леополд Брувстер 59’ · Рајмонд Бровстер 84’, 89’ |        | Патрик Морис 20’  |

| Антигва и Барбуда  | 1 : 2 | Тринидад и Тобаго                  |
| ------------------ | ----- | ---------------------------------- |
| Вернон Едвардс 80’ |       | Сами Левелин 10’ · Стив Дејвид 30’ |

| Тринидад и Тобаго                          | 2 : 1 | Суринам                         |
| ------------------------------------------ | ----- | ------------------------------- |
| Леополд Брувстер 63’ · Рајмонд Робертс 68’ |       | Арнолд Роберт Зебеда 87’ (пен.) |

| Тринидад и Тобаго | 1 : 1 | Суринам                  |
| ----------------- | ----- | ------------------------ |
| Стив Дејвид 75’   |       | Арнолд Роберт Зебеда 35’ |

| Антигва и Барбуда | 0 : 6 | Суринам                                   |
| ----------------- | ----- | ----------------------------------------- |
|                   |       | Арманд Досбург · Едвин Шал · Арнолд Милер |

| Антигва и Барбуда | 1 : 3 | Суринам                                          |
| ----------------- | ----- | ------------------------------------------------ |
| Патрик Морис 33’  |       | Арнолд Роберт Зебеда 24’, 68’ · Еуген Сордам 41’ |

Тринидад и Тобаго се квалификовале за финални турнир.

## Голгетери квалификација
6. голова
- Емануел Санон

5. голова
- Стив Дејвид